# Blake Baggett
Blake Baggett   (Grand Terrace, 31 de gener de 1992) és un antic pilot professional de motocròs nord-americà. Va competir als Campionats AMA entre el 2009 i el 2020 i en va guanyar un títol de motocròs, concretament el de 250cc del 2012.